# Линтупи (станція)
Ли́нтупи (біл. Лы́нтупы) — тупикова залізнична станція (прикордонна до 2001 року) Вітебського відділення Білоруської залізниці на лінії Крулевщизна — Линтупи. Розташована в однойменному смт Поставського району Вітебської області.

## Історія
Станція увійшла до складу ліній МШС СРСР у 1940 році і входила до складу Західної залізниці. На початку 1950-х років станція увійшла до складу Вітебського відділення Білоруської залізниці.
1980 року, після відкриття лінії Адутішкіс — Діджясаліс, станція разом з дільницею від Пабраде до Адутішкіса увійшла до складу Вільнюського відділення тодішньої Прибалтійської залізниці.
1995 роцку дільниця від Адутішкіса до білорусько-литовського кордону між Линтупи і Пабраде увійшла до складу Білоруської залізниці, у підпорядкування Вітебського відділення Білоруської залізниці. 
2001 року (за іншими даними 1 листопада 2000 року) була закрита прикордонна дільниця Линтупи — Пабраде, повністю демонтована до 2004 року, а станція стала тупиковою.

## Інфраструктура
Станція складається з трьох (раніше чотирьох) колій, біля першої колії розташовані платформа і будівля вокзалу. Стрілки станції не обладнані електричною централізацією, світлофори були встановлені ще у 1960-х роках.

## Пасажирське сполучення
По станції здійснюється оборот регіональних поїздів економкласу сполученням Крулевщизна — Линтупи.
Раніше курсував пасажирський поїзд № 619/620 сполученням Вітебськ — Линтупи. До листопада 1995 року через станцію щоденно курсував пасажирський поїзд № 688/689 сполученням Вітебськ — Вільнюс. До 2001 року на станції здійснювався прикордоний та митний контроль пасажирів пасажирського поїзда сполученням Вільнюс — Діджясаліс.